# バランゲン
バランゲン（ノルウェー語: Ballangen）は、ノルウェーのヌールラン県にある自治体。オフォーテン地域に属する。行政の中心地はバランゲン村。1925年7月1日にエヴェネスから分離し、1962年1月1日にはロディンゲンからエフォールデン地域を譲り受けた。
オフォトフィヨルドの南岸に位置するバランゲンは東にナルヴィク、南にティスフィヨルドと接し、南東では短いながらもスウェーデンと国境を接する。オフォトフィヨルドの南には長く狭いエフィヨルドが広がり、その間際まで山岳と森林が迫っている。経済基盤は近隣のナルヴィクに頼らざるを得なくなっている。

## 基礎情報

### 地名

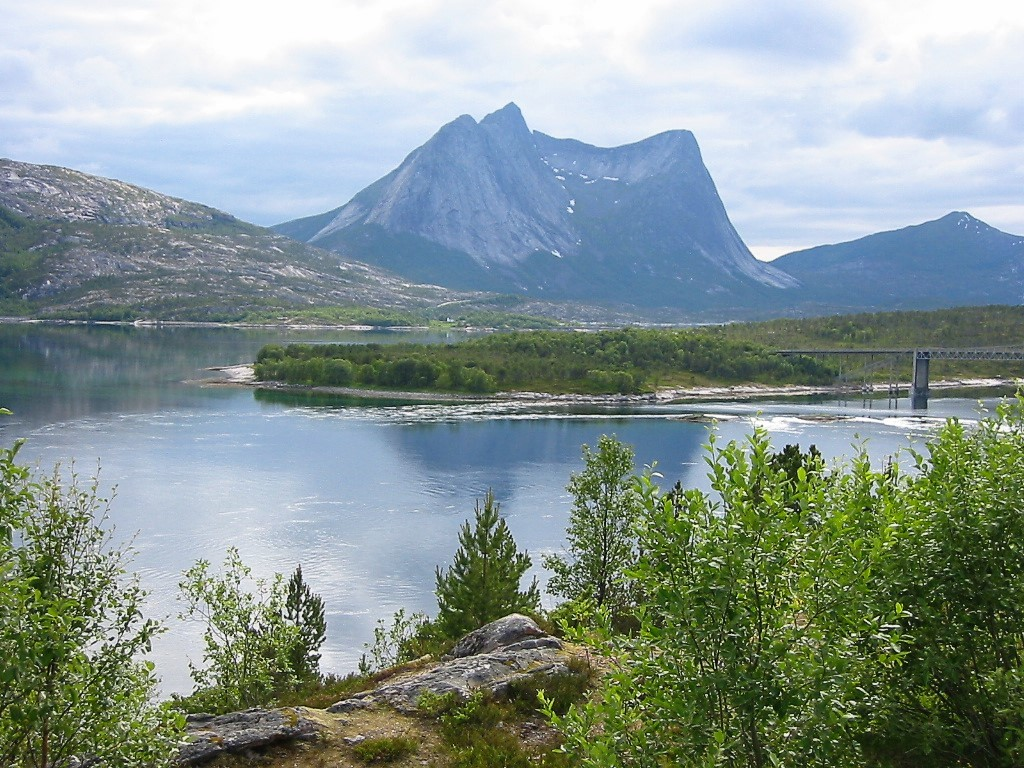
2003年7月に撮影されたエフィヨルドの写真。右端に見える橋梁には欧州ルート6号線が通っている。

古ノルド語では、バランゲンのことをBagangrと言った。初めの部分の意味は分かっていないが、最後のangrは「フィヨルド」という意味。

### 紋章
現在の紋章は1980年7月18日に国王の承認を得た。背景の緑は農業を、黄色で描かれたハンマーはこの地における銅鉄鉱などの鉱業を表している。

## 歴史
バランゲン人で最初に歴史上に登場するのはLodve Langeという人物で、「ヘイムスクリングラ」中にノルウェー王オーラヴ1世の側近の一人として記述がある。彼は1000年ごろに起きたスヴォルデルの戦いに参加し、戦死したと考えられている。彼は今日のバランゲン中心部の東にあるフィヨルドの近く、サルトヴィクという地に住んでいた。
17世紀に入るとこの地で鉱業が始まった。最盛期には36の鉱山が操業し、銅、ニッケル、鉄鉱石、亜鉛、マンガン、鉛、黄鉄鉱などを産出したが、ニッケルとカンラン石の採掘は2002年に終了した。このほかドロマイトの採石場もあるほか、農業でもオフォーテン地域最大の規模を誇る。

## 地理
エフィヨルドでは入り江の間際にわずかな草地と雄大な岩肌がのぞき、ノルウェー北部の景勝地の一つとなっている。オベリスクのような形をした濃い青灰色の山々もそびえ、水面下の砂が見えるほど澄んだフィヨルドの水とコントラストを醸し出している。クライマーやハイカーが自身の岩山でのスキルを試すためよく登る。
スウェーデンとの国境地帯にはノルウェーで14番目に大きなシーダシュヤウリ湖がある。

## ゆかりの人物
- アンニ＝フリッド・リングスタッド - ABBAのメンバー。出生時の事情から（左記記事を参照）、生後間もなくスウェーデンへ移住している。

## 姉妹都市
- トスノ（ロシア）